# Almudena Grandes
Pour les articles homonymes, voir Grandes (homonymie).
Grandes  Hernández est un nom espagnol. Le premier nom de famille, en général paternel, est  Grandes ; le second, en général maternel, souvent omis, est Hernández.
Almudena Grandes Hernández, née le 7 mai 1960 à Madrid et morte le 27 novembre 2021 dans la même ville, est une romancière et journaliste espagnole, autrice notamment de la série littéraire Épisodes d'une guerre interminable sur la guerre d'Espagne.

## Biographie
Dans sa jeunesse, elle étudie la géographie et l'histoire à l'université Complutense de Madrid. Elle remporte en 1989 le prix La Sonrisa Vertical pour Les Vies de Loulou, un roman érotique traduit dans plusieurs langues et adapté au cinéma par le réalisateur Bigas Luna sous le même titre. D'autres réalisateurs ont également adapté ses livres au cinéma : Gerardo Herrero, Malena es un nombre de tango et Juan Vicente Códoba, Aunque tú no lo sepas (adapté du roman El lenguaje de los balcones).
Ses œuvres, situées dans l'Espagne de la fin du XXe siècle et du début du XXIe siècle, témoignent d'un grand réalisme et d'une pénétrante analyse psychologique des personnages.
En novembre 2011, elle a reçu le prix Sor Juana Inés de la Cruz qui récompense « le travail littéraire dans le monde hispanophone » pour Inés y la alegría.

## Histoire personnelle
Depuis toute petite, Almudena Grandes a voulu être écrivaine mais sous la volonté de sa mère — qui souhaitait que sa fille se consacre à des « études de filles » — elle est entrée à la Faculté d'histoire et de géographie de l'Université complutense de Madrid. Néanmoins, elle avoue qu'elle aurait préféré étudier le latin (Lettres classiques). Après avoir terminé ses études, elle a commencé à travailler en écrivant des textes pour des encyclopédies. Elle a aussi joué quelques rôles au cinéma (A contratiempo, de Oscar Ladoire (es). Étant fille et petite-fille « d'écrivains amateurs de poésie », l'auteure déclare qu'elle ne s'est jamais dédiée à un autre genre que le narratif, à l'exception de son œuvre dramatique Atlas de geografía humana, genre pour lequel elle éprouve « une grande passion et, en même temps, une grande frustration ». Le premier roman publié par Almudena Grandes n’est autre que Les Vies de Loulou (1989), une œuvre érotique qui a gagné le 11e Prix de La Sonrisa Vertical et qui a été adaptée au cinéma par Bigas Luna l'année suivante. Le livre a eu un grand succès et il a été traduit en plus de 20 langues. Le succès démesuré de son premier roman, l'a amenée à déclarer que : « il lui a offert la vie qu'elle voulait vivre et jamais elle ne pourra rembourser cette dette ».
Son roman suivant, Te llamaré Viernes (1991), alors exclu du genre érotique, n'a pas eu un grand succès. En revanche, Malena es un nombre de tango (1994) qui a été adapté au cinéma par Gerardo Herrero en 1996 a eu un grand succès. Dans la même année, un recueil d'histoires intitulé Modelos de mujer a été publié, certaines d'entre elles déjà connues car parues dans une de ses fréquentes collaborations dans la presse. Entre elles, « El vocabulario de los balcones », inspiré d'un poème de son mari, Luis García Montero, a servi de base pour le long métrage Aunque tú no lo sepas, dirigé par Juan Vicente Córdoba en 2000.
Atlas de geografía humana (1998), Los aires difíciles (2002) y Castillos de cartón (2004) font suite à l'œuvre romanesque de l'auteure. Comme dans ses œuvres précédentes, toutes ont lieu en Espagne, dans le dernier quart du XXe siècle ou au début du XXIe siècle, montrant, à l'aide de techniques réalistes et de l'introspection psychologique, la vie quotidienne des personnages de cette époque.
En 2003, une série d'articles parus dans le journal espagnol El País ont été publiés sous le nom de Mercado de Barceló. En 2005, elle poursuit son œuvre courte avec Estaciones de paso, un nouveau livre composé de cinq courtes histoires à propos de plusieurs adolescents qui doivent aborder diverses situations qu'ils ne sont pas en mesure de comprendre, mais comme il s'agit de leur vie, ils doivent la vivre.
Le film Los aires difíciles, dirigé par Gerardo Herrero, tiré du roman homonyme, est sorti en 2006. Les rôles principaux ont été joués par José Luis Pérez, Cuca Escribano et Roberto Enríquez.
En 2007, elle a publié El corazón helado, un récit long et complexe qui aborde le sujet de la vie de deux familles espagnoles tout au long d'une grande partie du XXe siècle. L'année suivante, ce roman a gagné deux prix importants, le prix José Manuel Lara et le prix du Gremio de Libreros de Madrid.
Le 23 mars 2007, le film Atlas de geografía humana sort sur les écrans. Tiré du roman homonyme, il est réalisé par Azucena Rodríguez, amie de l'écrivaine, et les rôles principaux sont joués par Cuca Escribano, Montse Germán, María Bouzas et Rosa Vilas.
Son roman Inés y la alegría (2010), avec lequel on commence la série Episodios de una guerra interminable (Episodes d'une guerre interminable) – qui a gagné au Mexique le Prix Elena Poniatowska –  a été qualifié d'« œuvre narrative prodigieuse, liée à la tradition de Galdós, écrit contre vents et marées, contre la tendance générale de notre temps, qui marche à toute vitesse, tant du côté de celui qui la crée que de celui qui veut le lire ». Cette série romanesque sur l'après-guerre civile comprend 5 volumes publiés: El lector de Julio Verne, Las tres bodas de Manolita, Los pacientes del doctor Garcia, La madre de Frankenstein, et un sixième qui n'a pu être achevé.

## Vie privée
Elle est mariée au poète Luis García Montero.
Elle meurt des suites d’un cancer à Madrid, le 27 novembre 2021, à l'âge de 61 ans.

## Orientation politique
Almudena Grandes est chroniqueuse régulière du journal El País et elle participe souvent aux programmes de la chaîne de radio Cadena SER. Elle s'est distinguée par ses positions politiques de gauche, en montrant son soutien public au parti politique Gauche unie précédemment (par exemple, lors des élections générales de 2011). En ce qui concerne les récentes déclarations qu'elle a faites à propos de la réalité politique actuelle, l'auteure a affirmé que pour les élections générales de 2015 « elle ne se tournera vers aucun parti », parce que, selon elle, aucun d'entre eux ne représente son idéologie. Dans une interview accordée en 2010, l’une des questions qu'on lui avait posées était « depuis quand elle avait son cœur incliné à gauche », elle a répondu que, – comme beaucoup d'autres questions idéologiques vitales dans lesquelles repose sa pensée–, elle a rejoint la gauche en lisant.
L'auteure a aussi signalé que l'Espagne, tout au long de la première décennie du dernier siècle, est devenu un pays de « vulgaires et niais ». À son avis, c'est une société très désagréable et insensible, pleine de gens égoïstes plongés dans un mirage de consumérisme et matérialisme. Le roman Los besos en el pan (2015) traite de la crise espagnole de 2008 et revendique l'idée de vivre dignement, comme nos grands-parents. Cette idée est très importante parce que figure dans les dialogues entre grands-parents et petits-fils, le besoin d'être suffisamment humble pour se rendre compte de la pauvreté qu'il y a eu dans l'Espagne et comment lutter contre elle.
En ce qui concerne l'après-guerre et la transition démocratique espagnole, Grandes affirme que la culture la plus développée (à propos de la Guerre d'Espagne et l'après-guerre) est en rapport avec le silence et les informations que « les grands-parents » conservaient. Les générations suivantes n'ont pas su comprendre l'histoire contemporaine espagnole à cause de ce silence général. D'après les déclarations de l'auteure, le franquisme fut une dictature prototypique à cause de son application nette de la terreur ; tout était mis en place par le gouvernement pour que personne ne puisse bouger ni même changer les choses. La Transition espagnole fut montrée comme exemple dans tous les pays du monde, en particulier dans les pays d'Amérique latine. Selon elle, d'un point de vue institutionnel, la Transition eut un succès sans précédent par l'introduction d'une démocratie inédite et exemplaire, solide et réelle. Cependant, en partant d'un point de vue moral, l'auteure pense que trente ans après son implantation, la Transition a été un échec quant à l'idéologie pour la génération suivante : « en ne reconnaissant pas les règles du jeu établies dans les années 70 ». Malgré cela, Grandes admet que : « Cette génération (celle de la transition) a fait de façon honnête ce qu'elle pensait qu'elle devait faire ».
Dans un entretien publié en avril 2010, l'auteure affirmait que la littérature est une « vie pour les gens qui sont en vie, elle te permet de vivre, en plus de ta propre vie, beaucoup d'autres vies ». Selon elle, la littérature « donne des ailes et accroît les connaissances des lecteurs sur la réalité », c'est pourquoi elle dit avoir appris beaucoup de choses dans la vie, mais plus encore à travers les livres qu'elle a lus. En outre, l'auteure soulignait que le besoin instinctif d'entendre d'autres histoires et de connaître d'autres vies est la force qui nous pousse en tant qu'êtres humains à lire. En même temps, l'auteure affirmait dans le même entretien que le langage est l'expression de la pensée, car il n'existe que ce que l'on peut dire : « S'il nous manque des mots qui nomment des choses il nous manquera aussi ces choses ; les gens n'arrivent pas à comprendre jusqu'où le langage pauvre appauvrit la pensée, les expériences et les plaisirs de la vie ».
En ce qui concerne la passion que réveillent sa littérature et ses lecteurs, Grandes ajoutait aussi lors de l'entretien de 2010 : « Mes lecteurs représentent ma liberté, tant qu'ils seront là, je continuerai à écrire les livres que je pense que je dois écrire au lieu des livres que d'autres pensent que je dois écrire. Cependant, lorsque j'écris, j'écris pour me faire plaisir à moi-même ; pour convaincre la lectrice que je suis (la plus critique de toutes) ; pour leur faire plaisir à eux ; pour leur rendre, d'une certaine manière, tout ce qu'ils m'ont donné, parce que nous sommes inséparables. »
En 2010, elle rédige un manifeste avec le cinéaste Pedro Almodovar et le poète communiste Marcos Ana pour soutenir le juge Garzon, accusé d'avoir voulu enquêter sur les crimes amnistiés du franquisme.
Le parti d’extrême-droite Vox déclenche une polémique à sa mort, l'une de ses sections régionales publiant sur les réseaux sociaux le message : « Dans la haine tu as vécu et dans la haine tu es mort ».

## Influence de son œuvre
L'influence, en particulier pendant son adolescence, d'auteurs comme Benito Pérez Galdós, Daniel Defoe – surtout son livre Robinson Crusoé – et Homère et son Odyssée a été très importante dans son œuvre. Ces livres montrent l'attachement de l'auteure au personnage archétype du survivant, pas nécessairement à celui du naufragé, mais à ceux qui survivent pour eux-mêmes, de préférence aux héros, antihéros, etc. De même, comme pour de nombreux écrivains espagnols, l'influence de Cervantes est très importante, amenant Almudena Grandes à produire des histoires complexes avec imbriqués à l'intérieur d'autres récits plus courts .
Non seulement des écrivains ont influencé Almudena Grandes, mais aussi des cinéastes comme Buñuel: « C'est difficile à voir, mais (…) la fin de Los aires difíciles est influencée par la fin de Viridiana. »

## Œuvre

### Romans
- Las edades de Lulú (Tusquets, 1989)  (ISBN 8472237486) Les Vies de Loulou, Paris, Albin Michel, 1990  (ISBN 978-2-226-04114-2) ; réédition, Paris, Presse-Pocket no 3931, 1992  (ISBN 2-266-04644-6)
- Te llamaré Viernes (Tusquets, 1991)  (ISBN 8472238350)
- Malena es un nombre de tango (Tusquets, 1994)  (ISBN 8483106558)Malena c'est un nom de tango, Paris, Plon, 1996 ; réédition, Paris, Pocket no 10274, 2000  (ISBN 978-2-266-07753-8)
- Atlas de geografía humana (Tusquets, 1998)  (ISBN 8483100738) Atlas de géographie humaine, Paris, Grasset, 2000  (ISBN 978-2-246-58531-2)
- Los aires difíciles (Tusquets, 2002)  (ISBN 8483101955) Vents contraires, Paris, Grasset, 2003  (ISBN 978-2-246-64221-3) ; réédition, LGF, coll. « Le Livre de poche » no 32537, 2011  (ISBN 978-2-253-12750-5)
- Castillos de cartón (Tusquets, 2004)  (ISBN 8483102595)
- El corazón helado (Tusquets, 2007)  (ISBN 9788483103739) Le Cœur glacé, Paris, JC Lattès, 2008  (ISBN 978-2-709-62962-1) ; réédition en 2 vol., LGF, coll. « Le Livre de poche » no 31907,no 32024, 2010  (ISBN 978-2-253-12796-3) (ISBN 978-2-253-15778-6)
- Inés y la alegría (Tusquets, 2010)  (ISBN 9788483832530) Inès et la Joie, Paris, JC Lattès, 2012  (ISBN 978-2-709-63678-0) ; réédition, LGF, coll. « Le Livre de poche », 2013  (ISBN 978-2-253-17345-8)
- El lector de Julio Verne (Tusquets, 2012)  (ISBN 9788483833889) Le Lecteur de Jules Verne, Paris, JC Lattès, 2013 ; réédition, LGF, coll. « Le Livre de poche » no 33462, 2014  (ISBN 978-2-253-17947-4)
- Las tres bodas de Manolita (Tusquets, 2014)  (ISBN 9788483838457) Les Trois Mariages de Manolita, Paris, JC Lattès, 2016 ; réédition, Le Livre de poche no 35259, 2019  (ISBN 978-2-253-06989-8)
- Los besos en el pan (Tusquets, 2015)  (ISBN 9788490661918)
- Los pacientes del doctor García (Tusquets, 2017)  (ISBN 9788490664322) Les Patients du docteur Garcia, Paris. JC Lattès, 2020 ; réédition, Le Livre de poche, 2022  (ISBN 978-2-253-24211-6)
- La mère de Frankenstein (Tusquets, 2020)  (ISBN 9788490667804) Les Secrets de Ciempozuelos, Paris. JC Lattès, 2022 (du célèbre fait divers de l'assassinat en 1933 de la jeune Hildegart Rodríguez Carballeira par sa mère Aurora Rodríguez Carballeira).
- Todo va a mejorar (2022, inachevé) Tout ira mieux, Paris, Éditions Jean-Claude Lattès, trauit par Anne Plantagenet, 2024, 448 pages  (ISBN 978-2-7096-7199-6)

### Récits
- Modelos de mujer (Tusquets, 1996)  (ISBN 8483106027)
- Mercados de Barceló, 2003  (ISBN 848310881X)
- Estaciones de paso (Tusquets, 2005)  (ISBN 8483103125)

## Prix et reconnaissances
- Prix La Sonrisa Vertical 1989 pour Les Vies de Loulou
- Prix à la Cohérence 2002 (attribué chaque année par l’Assemblée Locale du parti politique Izquierda Unida de Guardo, Palencia)
- Prix Julián Besteiro des Arts et des Lettres 2002 pour l'ensemble de son œuvre
- Prix Cálamo au Meilleur Livre de l'Année 2002 pour Los aires difíciles
- Prix Crisol 2003 pour Los aires difíciles
- La bibliothèque municipale d'Azuqueca de Henares, inaugurée en octobre 2006, porte son nom
- Prix Fondation José Manuel Lara 2008 pour El corazón helado
- Prix du Gremio de Libreros de Madrid 2008 pour El corazón helado
- Premio de la Critique de Madrid 2011 pour Inés y la alegría
- Prix Latino-Américain du Roman Elena Poniatowska 2011 pour Inés y la alegría
- Prix Sor Juana Inés de la Cruz 2011 pour Inés y la alegría
- Le centre d'éducation maternelle et primaire (CEIP en espagnol) du quartier de Las Morillas (Málaga) a son nom
- Médaille d'or du mérite des beaux-arts, décernée par le Ministère de l'Éducation, de la Culture et des Sports, à titre posthume, en 2021[7]